# Halina Birenbaum

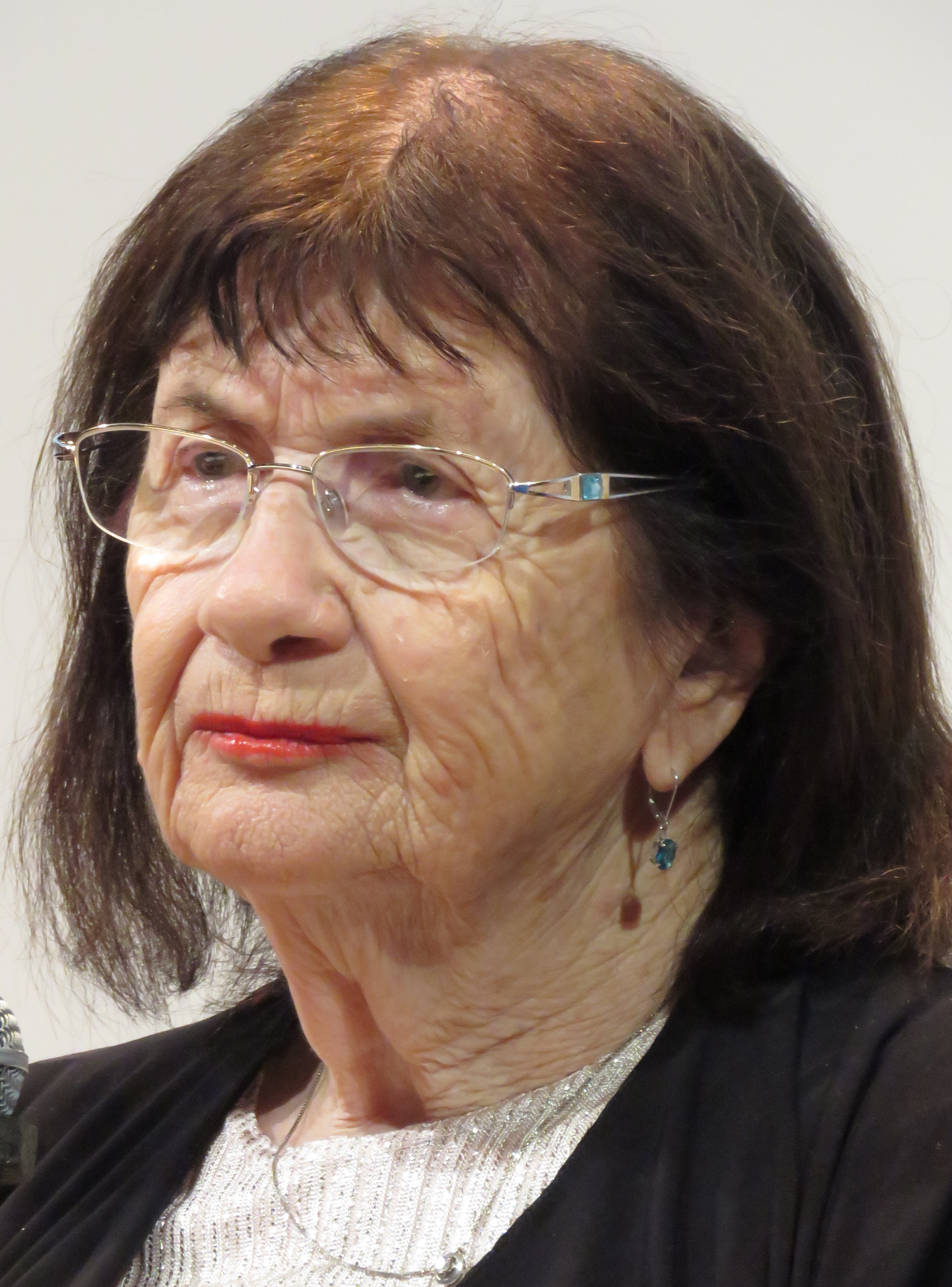
Halina Birenbaum (2019)

Halina Birenbaum (* 15. September 1929 in Warschau als Halina Grynsztejn) ist eine israelische Schriftstellerin und Übersetzerin.

## Leben
Halina Birenbaum wurde als Tochter von Jakub Grynsztejn und Pola Grynsztejn (geb. Kijewska, verwitwete Perl) geboren und wuchs mit zwei älteren Brüdern auf. Nach dem deutschen Überfall auf Polen musste ihre Familie in das Warschauer Ghetto übersiedeln. Nach dessen Vernichtung wurde sie im Juli 1943 – mit einem Halt im Konzentrationslager Majdanek – in das KZ Auschwitz-Birkenau deportiert. Nach dessen Auflösung wurde sie im Januar 1945 in das KZ Ravensbrück verschleppt und im Februar in das KZ Neustadt-Glewe. Dort wurde sie am 2. Mai 1945 durch die Rote Armee befreit. Ihre Mutter wurde in Majdanek ermordet, ihr Vater im Vernichtungslager Treblinka.
1947 emigrierte Birenbaum nach Israel. Bis zur Eheschließung im Jahre 1950 arbeitete sie in einem Kibbuz. Halina Birenbaum ist mit Chaim Birenbaum verheiratet und hat zwei Söhne.

## Schriftstellerisches Werk
Das Leben und der Tod in der Besatzungszeit, das Martyrium der polnischen Juden in den Ghettos und in den Konzentrationslagern bilden die Hauptthemen der Prosa und der Dichtung von Halina Birenbaum. Ihre teils in Polnisch, teils in Hebräisch geschriebenen Bücher wurden ins Deutsche, Englische, Französische, Italienische, Japanische und Spanische übersetzt. Sie  vermittelt ihre Erfahrung des Holocaust in zahlreichen Lesungen und bei Begegnungen mit Jugendlichen in Israel und Europa.

## Schriften in deutscher Übersetzung (Auswahl)
- Halina Birenbaum: Die Hoffnung stirbt zuletzt. Rainer Padligur Verlag, Hagen 1989, ISBN 3-922957-18-8 (polnisch: Nadzieja umiera ostatnia.).
- Nicht der Blumen wegen. Gedichte aus der Shoah. Ausgewählt und herausgegeben von Nea Weissberg-Bob. Gildenstern Verlag, Bad Honnef 1990, ISBN 3-926589-10-8; hebr.: "שירים לפני ומתוך המבול" (Lieder vor und inmitten der Sintflut). Maariv, Tel Aviv 1990.
- Rückkehr in das Land der Väter. Erinnerungen, Fischer Verlag, Frankfurt am Main 1998, ISBN 3-596-13650-4.
- Wciąż pytają ... / Man fragt mich immer wieder .... Fundacja na Rzecz Międzynarodowego Domu Spotkań Młodzieży, Oświęcim 2011, ISBN 978-83-929532-8-9 (polnisch und deutsch).
- Ich suche das Leben bei den Toten. Metropol Verlag, Berlin, 2019, ISBN 978-3-86331-496-5.